# Valmacca
Valmacca är en ort och kommun i provinsen Alessandria i regionen Piemonte i Italien. Kommunen hade 1 004 invånare (2018).